# ヘンリエッタ・スワン・リービット
ヘンリエッタ・スワン・リービット（Henrietta Swan Leavitt 、1868年7月4日 - 1921年12月12日）は、アメリカ合衆国の女性天文学者である。
ケフェイド変光星の変光周期と光度との間に相関があることを発見し、1912年に小マゼラン雲内のケフェイド変光星の周期に関する研究を発表した。この発見は天体までの距離の測定に利用され、後に渦巻星雲や楕円型の星雲が銀河系内の天体か銀河系外の天体かについての大論争に決定的な影響を与えることになった。

## 生涯

### 学業
1868年に牧師の娘としてマサチューセッツ州ランカスターに生まれた。父はジョージ・ロズウェル・リービット、母は同名のヘンリエッタ・スワン・リービット（旧姓ケンドリック）。リービット家は学問を重んじる家系だった。両親の間には7人の子供が生まれたが、2人は幼少期に死亡した。ヘンリエッタは長女であった。
十代の頃、一家はオハイオ州のクリーブランドに移った。ヘンリエッタは1885年にオーバリン大学に入学したが、1888年にマサチューセッツ州に戻り、ラドクリフ・カレッジ（当時はハーバード大学と提携した女子大学）に学んだ。大学では人文系の授業を中心に履修し、4年次に初めて天文学の講義を受けた。1892年に、ハーバード大学の文学士と同等の資格を有すると記された証書を受け取り、大学を卒業した。

### 天文学の世界へ
大学卒業後、リービットは髄膜炎と思われる病気にかかった。そして、その影響により聴覚障害を持つことになった。
当時、女性が科学分野で働く機会は少なかったが、1893年にリービットはハーバード大学の天文台で学びながら無給助手として働くようになった。これは米国芸術科学アカデミー会員でもある叔父のエラスムス・ダーウィン・リービットの計らいではないかとも推測されている。しかしリービットが天文に興味を持つようになった理由については分かっていない。
当時のハーバード大学天文台長はエドワード・ピッカリングであった。1877年に台長になったピッカリングは、天体写真を解析し、一つ一つの星について位置や明るさ、スペクトルを特定させるプロジェクトを進めていた。そしてこうした天文学への写真の利用に伴って、写真データの整理を行なう仕事が必要となった。この仕事に取り組む人は「コンピュータ（計算手）」と呼ばれた。
ピッカリングは当初、若い男性を計算手として雇ったが、彼らの仕事ぶりは芳しくなかった。そのため、業を煮やしたピッカリングは、「うちのスコットランド人のメイドのほうがずっとましな仕事をする」と言って、実際にメイドをしていたウィリアミーナ・フレミングを主任として雇い入れた。これをきっかけに、ピッカリングは他にもリービットを始めとして多くの女性を計算手に採用し、作業場は「ピッカリングのハーレム」とも呼ばれた。女性計算手は作業が正確なうえ、当時は給料も安く抑えられるという理由もあった。
リービットはこの職場において星の等級を記録する作業を任せられ、その中でも写真データから変光星を探し出し、カタログに記録するという仕事に従事した。

### 変光星に関する発見
1896年から2年間、リービットは天文台から離れ、ヨーロッパへと出かけた。詳しい行き先については分かっていない。アメリカに戻ってからは、父が牧師をしていた教会のあるウィスコンシン州に住み、ベロイト大学芸術学部の助手として働いたこの間、天文学の論文執筆にも取りかかったが、体調面の問題もあって執筆は進まなかった。
1902年、リービットはピッカリングに手紙を書き、自分は体調的に寒い冬の夜に外に出ることはできないので、暖かいところにある天文台か学校で、自分を雇ってくれるところはないだろうかと頼んだ。それに対してピッカリングは、自分のところでフルタイムの仕事があると答えた。そして、給料は通常時給25セントのところ、リービットの能力を考慮して30セント支払うと告げた。リービットは喜んで応じたが、この金額は当時の男性の賃金の半額程度だった。
リービットは1904年から本格的に変光星の調査を再開し、またたく間に小マゼラン雲から数十個の変光星を発見した。この成果は天文学者の間で話題となり、ワシントン・ポストの通信欄でも報じられた。リービットは1907年までの間にマゼラン星雲内で、大マゼラン雲808個、小マゼラン雲969個、合計1777個の変光星を発見し、一覧表を作った。
1908年、リービットは自らが発見した変光星についての論文を「ハーヴァード大学天文台年報」に発表した。この論文の最後の部分で、リービットは16個の変光星を取り上げてその明るさと周期の表を載せたうえで、「明るい変光星ほど長い変光周期をもつという事実は注目に値する」と記した。この発見は後に注目されるようになる。
しかしこの年、リービットは病気にかかり、両親の住むベロイトで約1年にわたり療養した。その後３か月間は在宅で勤務し、1910年5月に職場に復帰した。ところが翌年3月に父が死去したため再びベロイトに戻り、6月ごろからは理由は定かでないがデモインの親戚の家に滞在した。秋になった頃、ガーデンストリートの叔父の家に戻り、本格的に仕事に復帰した。復帰後の1912年、小マゼラン星雲にある25個の変光星について明るさと変光周期のグラフを作成して発表した。

### 晩年

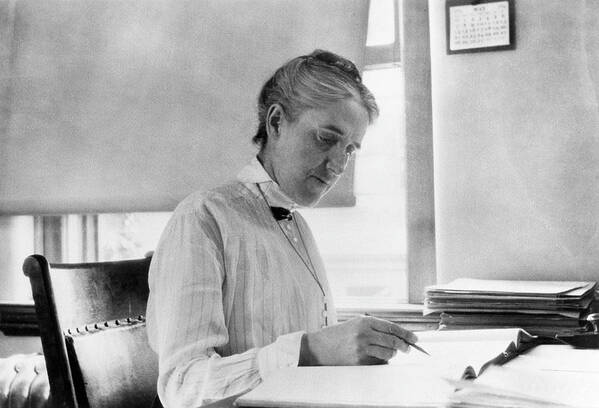
ハーバード大学天文台でのリービット

1912年の論文発表後、リービットはピッカリングの指示により、恒星の等級測定の基準となる北極標準星の等級を判定する作業に従事した。この成果は1917年に184ページの論文として発表した。この間の1916年、一緒に住んでいた叔父のエラスムスが死去したため、ケンブリッジで一人暮らしを始めた。
この時期のリービットは、変光星の研究からは遠ざかっていた。しかし同時期、ウィルソン山天文台の天文学者ハーロー・シャプレーはリービットによる変光星の研究に関心を示し、自らの研究を進めるにあたってリービットの助けが必要だと感じた。シャプレーはピッカリング宛に、「彼女の周期光度関係の発見は、恒星天文学にきわめて大きな成果をもたらすことになると思われます。私がいま、結論を出そうとしている統計処理の変光周期に関する部分について、ぜひ彼女から直接ご意見をうかがいたいのです」と手紙を出した。シャプレーとピッカリングは、1917年から1918年までこの件で何度か手紙でやりとりしたが、ピッカリングはその後まもなく死去した。
ピッカリングの死後、ハーバード大学天文台長の地位にはシャプレーが就くことが決まった。シャプレーは1年間の試験採用期間を経て、1921年3月に正式に天文台長となった。
シャプレー就任前の1920年、リービットはシャプレーに、今後の研究内容について助言を求めた。シャプレーはそれに対し、今までの変光星の研究をより深く続けるべきだと答え、さらに、変光星の周期と光度の関係が大マゼラン雲の変光星でも成り立つか調べてみてはどうかと提案している。またこの時期、リービットは天文台近くの部屋で母親と暮らすようになった。
シャプレーが台長になった1921年、リービットは天体測光の責任者となっていた。しかしリービットはその年、胃がんとなり闘病生活に入った。病床にはシャプレーや、同僚のアニー・ジャンプ・キャノンが何度か訪れたが、同年の12月12日に53歳で亡くなった。遺体はケンブリッジ墓地に、家族と共に葬られている。
リービットの死後、シャプレーは、「リービットに代わってその仕事を引き継ぐ能力のある人はいません」と語った。また、1922年5月に開かれた国際天文学連合の第1回総会では、リービットの業績を「天文学への偉大な貢献」とたたえた。
アニー・ジャンプ・キャノンはリービットの葬儀から4か月後、ペルーへ向かう蒸気船の上から南半球の星空を見て、「大マゼラン星雲はなんと明るいのだろう。見るたびに、かわいそうなヘンリエッタのことを思わずにいられない。ヘンリエッタはこの星雲をどれほど愛していたことだろう」と日記につづっている。
1925年、スウェーデンの数学者でありスウェーデン王立科学アカデミー会員でもあるヨースタ・ミッタク＝レフラーは、同僚からリービットの業績について話を聞いた。リービットの死を知らなかったミッタク＝レフラーは、リービット宛に、「1926年のノーベル賞の候補者に推薦したいと思うほど感銘を受けました」と書いた手紙を出し、研究について詳しく知らせて欲しいと記した。しかしリービットはその4年前に死去していたため、ノーベル賞が与えられることはなかった。

## 研究内容

### 変光星の研究

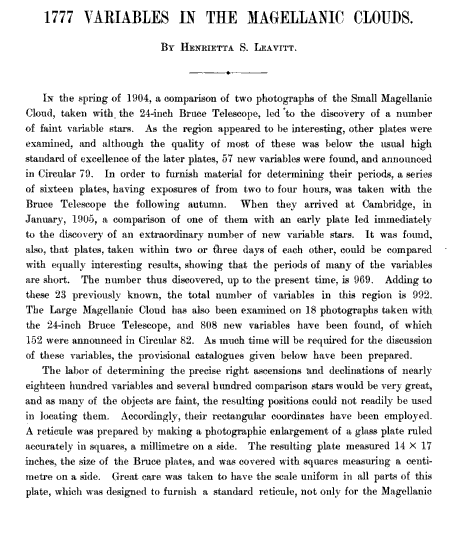
1908年に発表された論文

リービットによる変光星の研究は、写真乾板から変光星を探し出すことに始まった。ハーバード大学天文台はペルーに観測所があったので、そこで撮影された天体写真を所有していた。同じ場所で別の時間に撮られた2枚の写真のうち、1枚をポジに、もう1枚をネガにして重ね合わせると、同じ場所で同じ明るさで写っている星は重なり合って見えなくなる。しかし明るさが変化している星、すなわち変光星は、写真に写る大きさが若干異なっているので、重ね合わせると形が残る。リービットはこの方法によって最終的には2400個以上もの変光星を発見するという偉業を成し遂げた。この数は、当時存在が確認されていた変光星のおよそ半数にあたる。
リービットは、発見した変光星のうち、小マゼラン雲にあるケフェイド変光星と呼ばれる変光星に着目した。そして、明るい変光星ほど変光の周期は長くなることを発見した。
星は、実際の明るさ（絶対等級）が同じであっても、地球からの距離が異なっていると、見た目の明るさが違って見えてしまう（遠くの星の方が暗く見える）。したがって、天体写真から実際の明るさを判断するのは困難であるが、リービットが着目した変光星はすべて同じ小マゼラン星雲内にあるので、地球からの距離はさほど変わらないと推測される。そのため、絶対等級の差はそのまま見た目の光度の差として現れると考えられる。リービットは1912年、横軸を周期の対数に、縦軸を光度にとったグラフに25個の変光星をプロットし、これらの星の値がグラフ上で直線状に並ぶことを示した。
この発見は、地球と恒星との距離を求めるにあたって、大きな進歩をもたらした。当時、恒星までの距離を求めるには視差を利用した三角測量が知られていたが、当時の観測精度では、この方法では数十光年の距離までしか測ることができなかった。しかしリービットが発見した関係を使えば、ケフェイド変光星の変光周期から実際の光度を求められるので、実際の光度と見た目の光度の差によって、その星がどの程度離れているか求められる。ただし、これで求められるのはケフェイド変光星間の位置関係だけなので、地球からの距離を求めるには、地球からどれか1つのケフェイド変光星までの距離を別の方法で知っておく必要がある。そのためリービットは、1912年の論文の最終ページに、「この型の変光星のいくつかの視差が測定されることもまた望まれる」と記した。

### 標準星の測定
リービットは北極標準星の測定にも取り組んだ。これは北極星近くにある96個の星について光度を測定し、等級を見直したうえで、それを全天の星の明るさの基準にするという計画だった。リービットはこの作業に長年取り組み、1914年、299枚の写真から分析した等級判定作業を完了し、1917年に論文にまとめた。この論文では、測定の際の補正方法についてもまとめられている。
この研究はピッカリングが力を入れて取り組んでいたプロジェクトで、ここで決定した等級は、以後数十年にわたり使用された。しかし一方で、ピッカリングが変光星の研究よりも本プロジェクトを優先させて、リービットをこの仕事にかかりきりにさせたことについては批判もある。セシリア・ペイン＝ガポーシュキンは、「聡明な科学者をそれに適さない仕事に追いこみ、おそらく変光星の研究を数十年間遅らせた無情な決断」と述べている。

## 影響

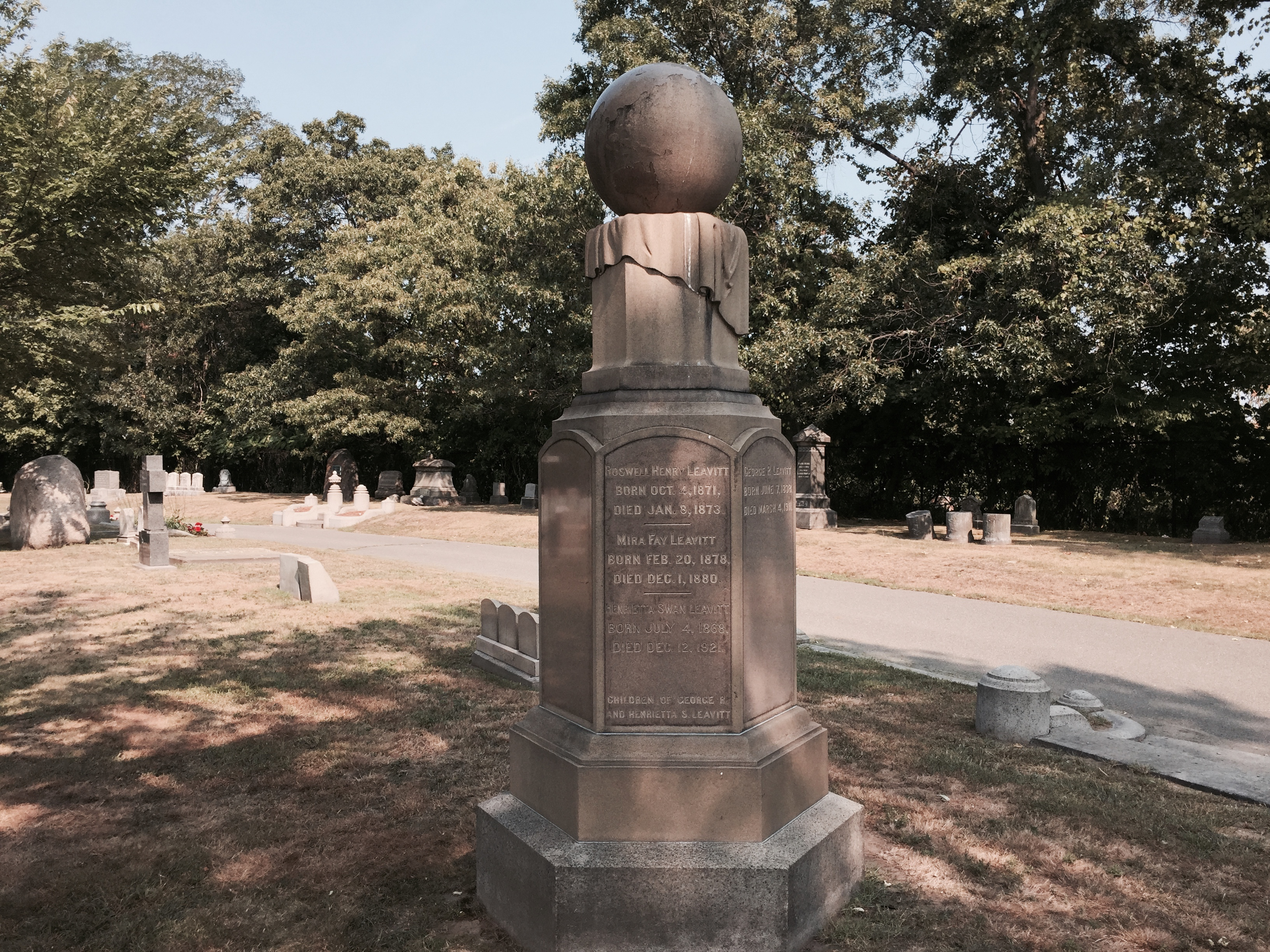
リービット家の記念碑。大理石でできた地球儀が載せられている

リービットの変光星についての論文は、発表当時ほとんど話題にならなかった。しかしデンマークの天文学者アイナー・ヘルツシュプルングはこの論文の重要性に気付き、星までの距離測定に活用した。ヘルツシュプルングはまず、銀河系内ですでに知られている13のケフェイド変光星に着目した。これらの変光星は地球から遠く離れており視差から距離を直接求めることはできないが、年代の異なる星図を使用しての恒星位置の変化の測定、及びドップラー効果による星の赤方偏移・青方偏移の測定によって星の固有運動を導き出し、さらに銀河系内を移動する太陽の動きも考慮に入れれば、地球からの距離を求めることができる。ヘルツシュプルングは1913年、こうして求めた距離を、リービットが発見した関係を使って小マゼラン雲の変光星に当てはめることで、地球から小マゼラン雲までの距離を30,000光年と求めた。同時期に同じような研究に取り組んでいたヘンリー・ノリス・ラッセルはヘルツシュプルングの論文を読み、ヘルツシュプルングに宛てて、「あなたが採用したミス・リービットの発見による方法がこんなに役立つものとは思ってもいませんでした」と手紙を出している。
ハーロー・シャプレーはヘルツシュプルングの論文を踏まえつつ、変光星の研究に取り組んだ。そしてシャプレーは、リービットの研究結果に独自の修正を加え、そこに球状星団内で見つかったケフェイド変光星を当てはめようとした。しかし、球状星団で発見された変光星の変光周期は小マゼラン雲の変光星の周期よりも短い値であったため、リービットが発見した関係がそのまま成り立つのか疑問であった。シャプレーはこのことについて、ピッカリングを通じてリービットに直接意見を求めようとしたが、ピッカリングからはなかなか思うような回答が得られなかったため、短周期の変光星でもリービットが発見した法則は成り立つということにして、研究を続けた。シャプレーは他にもいくつか仮定を加え、我々の銀河系（天の川銀河）の大きさを約30万光年と見積もった。
リービット死後の1923年から1924年にかけて、ウィルソン山天文台のエドウィン・ハッブルは、アンドロメダ星雲内に変光星を見つけた。ハッブルはリービットが発見した法則を使ってこの変光星までの距離を計算し、地球から90万光年離れているという結果を得た。この数値は当時知られていた銀河系の直径よりも大きな値であったため、アンドロメダ星雲は我々の天の川銀河の外側にある別の銀河、すなわちアンドロメダ銀河であることが明らかになった。
このように、リービットが発見したケフェイド変光星の光度と周期の関係は、宇宙の大きさを知るための重要な手掛かりとして活用された。その後も、ハッブル宇宙望遠鏡を使ってのケフェイド変光星の観測結果から星までの距離を求めるなど、この手法は活用されている。

## 人物
リービットは生前は目立たない人物であったが、現在においては、その業績に加え、当時数少ない女性天文学者であること、耳が不自由であったことなどの理由もあって、注目されるようになっている。しかしリービットに関する公の記録はほとんど残っておらず、日記や手紙などもあまり残されていないため、人となりについては分かっていないことが多い。天文学者として重要な地位に就くことなく、上からの指示のもと一人の測定者として一生を終えたことについて満足していたかどうかについても定かでない。残されている数少ない情報としては、同僚のソロン・アーヴィング・ベイリーの書いた追悼文がある。それによると、牧師の娘ということもあって、厳格なピューリタン気質があったとのことである。さらにベイリーはリービットについて、「家族に深い愛情を注ぎ、自らより友人のことを思い、信念を曲げず、信仰と教会に心を捧げた。他者の美点を認めることができるすぐれた資質をもち、明るさにあふれていた。その生涯は彼女にとって美しく意義深いものであったろう」と記している。

## リービットが登場する作品
アメリカの劇作家 Lauren Gunderson がリービットを描いた作品 Silent Sky (2011年)を書いている。